# 上杉勝定
上杉 勝定（うえすぎ かつさだ）は、江戸時代中期から後期にかけての大名。出羽国米沢新田藩の第3代藩主。

## 経歴
明和4年（1767年）、米沢藩の第8代藩主・上杉重定の3男として誕生した。
米沢新田藩2代藩主・上杉勝承の弟・勝職が、安永9年（1780年）には既に旗本金田家を相続していたこともあり、天明3年（1783年）11月29日、勝承の養嗣子となる。その手続きのため同年8月に出府する際、義兄で米沢藩9代藩主・上杉治憲（鷹山）より訓辞1編を与えられる。
天明5年（1785年）の勝承の死去により家督を継いだ。文化12年（1815年）11月9日に隠居し、家督を養嗣子で甥の勝義に譲る。
文政4年（1821年）11月9日、死去した。享年55。

## 系譜
父母
- 上杉重定（実父）
- 廓如院、勢 ー 小川氏、側室（実母）
- 上杉勝承（養父）

正室
- 大久保忠興の娘

子女
- 初 ー 上杉勝義正室

養子
- 上杉勝義 ー 上杉勝熙の四男